# Thomas Grote (Politiker)
Thomas Grote (* 27. Januar 1969 in Grevesmühlen, Deutsche Demokratische Republik) ist ein deutscher Politiker (CDU). Von April bis Oktober 2021 war er Mitglied des Landtags von Mecklenburg-Vorpommern.

## Leben
Grote absolvierte nach dem Besuch der Polytechnischen Oberschule (1975–1985) eine Ausbildung zum Elektroinstallateur (1985–1988) und arbeitete bis 1991 in diesem Beruf. Von 1991 bis 1995 war er selbstständiger Bauunternehmer, seit 1996 ist er Gesellschafter und Geschäftsführer eines Bauunternehmens.
Grote trat 1998 in die Christlich Demokratische Union Deutschlands ein und wurde 1999 Mitglied der Gemeindevertretung von Rüting, seit 2014 ist er stellvertretender Bürgermeister der Gemeinde. Von 2004 bis 2009 war er Mitglied des Amtsausschusses Grevesmühlen-Land. 2004 wurde er zudem in den Kreistag von Nordwestmecklenburg gewählt. Dort ist er seit 2011 Mitglied der Ausschusses für Bau, Planen und Kreisentwicklung und des Finanzausschusses sowie seit 2019 des Ausschusses für Ausschuss für Verwaltungsmodernisierung und Digitalisierung. Von 2011 bis 2021 war er Vorsitzender der CDU-Kreistagsfraktion; diesen Posten gab er auf, als er im März 2021 Kreistagspräsident wurde.
Bei den Landtagswahlen im September 2016 und im September 2021 trat er jeweils als Direktkandidat der CDU im Wahlkreis Nordwestmecklenburg I und auf der Landesliste an. Im Wahlkreis unterlag er jeweils der SPD-Kandidatin Birgit Hesse, über die Landesliste rückte er im April 2021 für Maika Friemann-Jennert in den Landtag Mecklenburg-Vorpommern nach. Nach der Landtagswahl 2021 schied er aus dem Landtag aus.
Grote ist verheiratet und Vater von zwei Kindern.